# Prokuj (wuj Stefana I Świętego)
Prokuj (X/XI wiek) – dynasta węgierski, wuj Stefana I Świętego, króla Węgier.
Jak podaje kronikarz Thietmar, Bolesław I Chrobry nadał Prokujowi, wygnanemu przez swojego siostrzeńca Stefana I, gród na granicy polsko-węgierskiej.

## Rzekome pochodzenie z dynastii Piastów
W 1895 roku Oswald Balzer, opierając się na założeniu, że Stefan I był synem Adelajdy Białej Knegini córki Siemomysła, uznał Prokuja za syna tego ostatniego. Później jednak sam się wycofał z tej hipotezy. Dalsze badania wykazały, że Adelajda Biała Knegini to postać fikcyjna, a Prokuj był bratem Sarolty, żony księcia Gejzy i matki Stefana I.

## Identyfikacja z Gyulą
Stanisław Zakrzewski opowiedział się za identyfikacją Prokuja z Gyulą młodszym, wujem Stefana I Świętego.